# Guamal (Magdalena)
Guamal ist eine Gemeinde (municipio) im Departamento Magdalena in Kolumbien.

## Geographie
Guamal liegt im Süden von Magdalena am Flussarm Brazo de Mompox des Río Magdalena auf einer Höhe von 20 Metern, 396 km von Santa Marta entfernt. An die Gemeinde grenzen im Norden San Sebastián de Buenavista, im Osten Astrea im Departamento del Cesar, im Süden El Banco und im Westen Margarita und San Fernando im Departamento de Bolívar.

## Bevölkerung
Die Gemeinde Guamal hat 28.626 Einwohner, von denen 8486 im städtischen Teil (cabecera municipal) der Gemeinde leben (Stand: 2022).

## Geschichte
Guamal wurde offiziell 1747 von José Fernando de Mier y Guerra unter dem Namen Nuestra Señora del Carmen de Barrancas gegründet. Die Region war vom indigenen Volk der Chimilas bewohnt. Den Status einer Gemeinde erhielt Guamal 1886.

## Wirtschaft
Die wichtigsten Wirtschaftszweige von Guamal sind Landwirtschaft, Rinderproduktion und Fischerei. Die wichtigsten Anbauprodukte sind Mais, Maniok und Zitrusfrüchte.

## Verkehr
Der 1962 eingeweihte Flughafen von Guamal (IATA-Code: GAA) wird aktuell nicht betrieben. Die nächsten Flughäfen in Mompós und El Banco sind aber nur 45 bzw. 50 Minuten entfernt. Der ursprünglich wichtigste Transportweg per Schiff über den Río Magdalena ist durch die verbesserte Straßeninfrastruktur größtenteils verdrängt worden.